# Manuel Quevedo (futbolista)
Manuel Quevedo Vernetta (Las Palmas de Gran Canaria, 11 de abril de 1937- Madrid, 18 de mayo de 2016) más conocido como Pantaleón, fue un futbolista español que jugaba en la demarcación de defensa.

## Biografía
Tras formarse en la cantera de la UD Las Palmas, en 1955 fichó por el Valencia Mestalla, que disputaba sus partidos en la Segunda División de España. Tras dos años en el club, y sin subir al primer equipo, en 1957 volvió a la UD Las Palmas. En 1959 fichó por el Real Madrid CF, con el que jugó tres partidos de liga y con el que ganó la Copa de Campeones de Europa de 1960. También jugó para el Elche CF, el CE L'Hospitalet, el Deportivo de la Coruña y la UE Lleida, equipo en el que se retiró como futbolista en 1967.
Falleció el 18 de mayo de 2016 en Madrid a los 79 años de edad.

## Clubes
| Club                   | País   | Año         | Partidos | Goles |
| ---------------------- | ------ | ----------- | -------- | ----- |
| Valencia Mestalla      | España | 1955 - 1957 | 30       | 1     |
| UD Las Palmas          | España | 1957 - 1959 | 50       | 0     |
| Real Madrid CF         | España | 1959 - 1960 | 4        | 0     |
| Elche CF               | España | 1960 - 1963 | 17       | 0     |
| CE L'Hospitalet        | España | 1963 - 1964 | 30       | 0     |
| Deportivo de la Coruña | España | 1964 - 1965 | 20       | 0     |
| UE Lleida              | España | 1965 - 1967 | 56       | 0     |

## Palmarés

### Campeonatos internacionales
| Título                      | Club           | País   | Año  |
| --------------------------- | -------------- | ------ | ---- |
| Copa de Campeones de Europa | Real Madrid CF | España | 1960 |